# Smithʼs Weekly
Smithʼs Weekly war eine australische Tabloid-Zeitung, die von 1919 bis 1950 veröffentlicht wurde. Sie war eine unabhängige Wochenzeitung, die in Sydney herausgegeben, aber in ganz Australien gelesen wurde.

## Geschichte
Die Publikation trug den Namen ihres Gründers und Hauptfinanziers, James Joynton Smith, einer bekannten Persönlichkeit in Sydney während des Ersten Weltkriegs, der Spendenaktionen und Rekrutierungskampagnen durchführte. Die beiden anderen Gründer waren der Theaterwerber Claude McKay und der Journalist Clyde Packer, Vater von Frank Packer und Großvater des Medienmoguls Kerry Packer.
Hauptsächlich auf ein männliches (insbesondere ehemaliges Militär-) Publikum ausgerichtet, kombinierte die Zeitung Sensationsjournalismus, Satire und kontroverse Meinungen mit Sport- und Finanznachrichten. Sie enthielt auch Kurzgeschichten sowie viele Cartoons und Karikaturen, die ein Hauptmerkmal ihres Formats waren.
Eine der Hauptattraktionen in den 1920er Jahren war die Rubrik Unofficial History of the A.I.F., deren Cartoons und Beiträge von zurückgekehrten Soldaten dazu beitrugen, das Bild des „Diggers“ als unbeschwerten Menschen mit gesundem Misstrauen gegenüber Autoritäten zu bewahren. Die Zeitung setzte sich auch dafür ein, dass die während des Krieges gegebenen Versprechen an die Soldaten nicht im Frieden vergessen wurden. Besonders betroffen waren Männer, die unter Kriegsneurosen litten, ein Zustand, der von einigen „Experten“ herabgewürdigt wurde. Zu den Cartoonisten, die an dieser Rubrik mitwirkten, gehörten Cecil Hartt, Frank Dunne und Lance Mattinson.
Ab 1922 befanden sich die Büros von Smithʼs Weekly in der Phillip Street 126–130.
Die Zeitung hatte auch eine spezielle Ermittlungsabteilung, in der Journalisten mit einer Vorliebe für Detektivarbeit arbeiteten. Eine ihrer Enthüllungen wird mit dem Niedergang der New Guard, einer faschistischen Bewegung der 1930er Jahre, in Verbindung gebracht.
Eine der Neuerungen von Smithʼs Weekly war der erste Miss Australia-Schönheitswettbewerb in Zusammenarbeit mit Union Theatres Ltd., bei dem die Gewinnerinnen der einzelnen Staaten gegeneinander antraten. Zu den Preisen gehörten eine Reise nach Amerika mit £500 Taschengeld, ein Probedreh und bezahlte Vorträge. Die Gewinnerinnen waren:
- 1926: Beryl Mills aus Geraldton, Western Australia; sie heiratete den Journalisten Frank Davison von Smithʼs Weekly, der sie auf der Reise begleitete.
- 1927: Phyllis von Alwyn aus Launceston, Tasmanien. Die Firma, die als Teil des Preises ein Auto versprach, lieferte es nie.[4] Die Gewinnerin der „Miss New South Wales“-Wahl wurde in letzter Minute umstritten geändert.[5]

Der Wettbewerb wurde dann eingestellt, aber 1936 mit breiteren Auswahlkriterien, in denen Schönheit nicht erwähnt wurde, wieder eingeführt. Die Jury bestand ausschließlich aus prominenten Frauen und die Gewinnerin war Sheila Martin aus Wagga Wagga. Der Preis für Miss Australia 1937 war eine Reise nach London zur Teilnahme an der Krönung von Eduard VIII. am 12. Mai 1937 (die stattdessen zur Krönung von George VI. wurde), gefolgt von einer Tournee durch Kanada und die Vereinigten Staaten.
Zu den Mitarbeitern von Smithʼs Weekly gehörten der bekannte Dichter Kenneth Slessor als Redakteur und Cartoonisten wie George Finey, Emile Mercier und Stan Cross.
In den 1930er Jahren reichte Dick Randall Artikel zur Veröffentlichung in Smithʼs Weekly ein und wurde später Finanzredakteur. 1966 wurde er als Sir Richard Randall Sekretär des Schatzamts in Canberra.
Drei seltene Lovecraft-Geschichten wurden ursprünglich von der bekannten Witch of the Cross in Sydney, Rosaleen Norton, in Smithʼs Weekly veröffentlicht. Sie wurden später als Three Macabre Tales nachgedruckt.

## Niedergang und Schließung
Am 5. April 1932 wurden Francis Barnby Wilkinson und seine Freundin Dorothy Ruth Denzel in Moorebank Opfer eines Doppelmordes durch William Cyril Moxley. In der Ausgabe vom 30. Juli 1932 veröffentlichte Smithʼs Weekly eine Reihe Anschuldigungen gegen Wilkinson, darunter Erpressungsversuche und seine Rolle als Polizeiinformant. Diese erwiesen sich als falsch, was von vielen Tageszeitungen aufgegriffen wurde. Smithʼs Weekly erholte sich nie vollständig von dem Verlust seines Rufs.
Während des Zweiten Weltkriegs erlebte die Zeitung einen kurzen Aufschwung, da sie erneut die Männer an der Front unterstützte. Doch nach Kriegsende führten steigende Kosten und mangelndes Kapital zu ihrem endgültigen Niedergang. Die letzte Ausgabe erschien am 28. Oktober 1950 und umfasste nur noch 24 Seiten.

## Digitalisierung
Die Zeitung wurde im Rahmen des Australian Newspapers Digitisation Program der National Library of Australia digitalisiert.